# Tasha Cobbs Leonard
Natasha Tameika «Tasha» Cobbs Leonard (Jesup, Georgia; 7 de julio de 1981), más conocida como Tasha Cobbs Leonard, es una cantante y compositora de música góspel urbano estadounidense. Publicó el EP Grace en 2013 con EMI Gospel (ahora Motown Gospel). El EP alcanzó la posición 61 en las listas de Billboard. En los Premios Grammy de 2014, Cobbs ganó el Grammy a mejor interpretación góspel/música cristiana contemporánea.

## Carrera musical
Tasha comenzó su carrera musical como solista en 2010, con su primer álbum independiente Smile. Esto captó la atención de EMI Gospel (ahora Motown Gospel), y de esa manera publicó el EP Grace, el 5 de febrero de 2013. El EP ingresó en dos listados de Billboard: Billboard 200 en la posición 61 y Top Gospel Albums en la posición 2. El EP más tarde alcanzó más tarde alcanzó la posición uno en el Top Gospel Albums. Los sencillos «Break Every Chain» y «For Your Glory» también alcanzaron la posición uno en el Hot Gospel Songs. En la edición 56 de los Premios Grammy en 2014, Tasha Cobbs se llevó a casa el premio a Mejor Interpretación Góspel/Música Cristiana Contemporánea, ganando su primer Grammy.

## Discografía
Álbumes de estudio
- 2010: Smile
- 2013: Grace
- 2015: One Place Live
- 2017: Heart. Passion. Pursuit.
- 2025: TASHA